# オープンソースセキュリティ財団
オープンソースセキュリティ財団（英: Open Source Security Foundation, OpenSSF）は、オープンソースソフトウェアのセキュリティの協調的改善を目的とする業界横断的なフォーラムである。OpenSSFはLinux Foundationの一部であり、オープンソースソフトウェアのエコシステムにおけるセキュリティ向上のため、さまざまな技術的・教育的な取り組みを行っている。

## 歴史
OpenSSFは、Core Infrastructure Initiativeの後継として2020年8月に設立された。Core Infrastructure InitiativeもまたLinux Foundationのプロジェクトであった。
2021年10月、OpenSSFの初代常勤ゼネラルマネージャーとしてブライアン・ベエレンドルフが就任した。2023年5月には、OpenSSFの新たなゼネラルマネージャーがオムカル・アラサラトナムとなることが発表され、ベエレンドルフはCTOに就任した。

## 活動

### ワーキンググループとプロジェクト
OpenSSFは現在10のワーキンググループのもとにさまざまな取り組みを展開している。また、OpenSSFは2つのプロジェクトも運営しており、ひとつはコード署名と検証のサービスであるSigstore、もうひとつはソフトウェアのサプライチェーンセキュリティ向上を目的とした大規模な取り組みであるAlpha-Omegaである。

### 政策
ホワイトハウスは2022年1月13日、政府および民間の関係者を招いてソフトウェアのセキュリティに関する会合を開催した。2022年5月には、OpenSSFが「Open Source Software Security Summit II」を主催し、産業界の参加者が10項目からなる「Open Source Software Security Mobilization Plan」に合意し、3,000万ドルの資金提供が表明された。
2023年8月には、OpenSSFはDARPAのAIサイバー・チャレンジ（AIxCC）においてアドバイザーを務めた。この競技会はAIとサイバーセキュリティに関する革新を目的としている。2023年9月には、OpenSSFがホワイトハウスと共に「Secure Open Source Software Summit」を開催し、政府機関および企業がオープンソースソフトウェアをめぐるセキュリティ課題と取り組みについて議論した。

## 外部リン
- 公式ウェブサイト
- OpenSSF - GitHub